# Silvia
Silvia là một khu tự quản thuộc tỉnh Cauca, Colombia. Thủ phủ của khu tự quản Silvia đóng tại Silvia Khu tự quản Silvia có diện tích 813 ki lô mét vuông. Đến thời điểm ngày 28 tháng 5 năm 2005, khu tự quản Silvia có dân số 28978 người.